# Beckenried

Historisches Luftbild von Werner Friedli von 1956

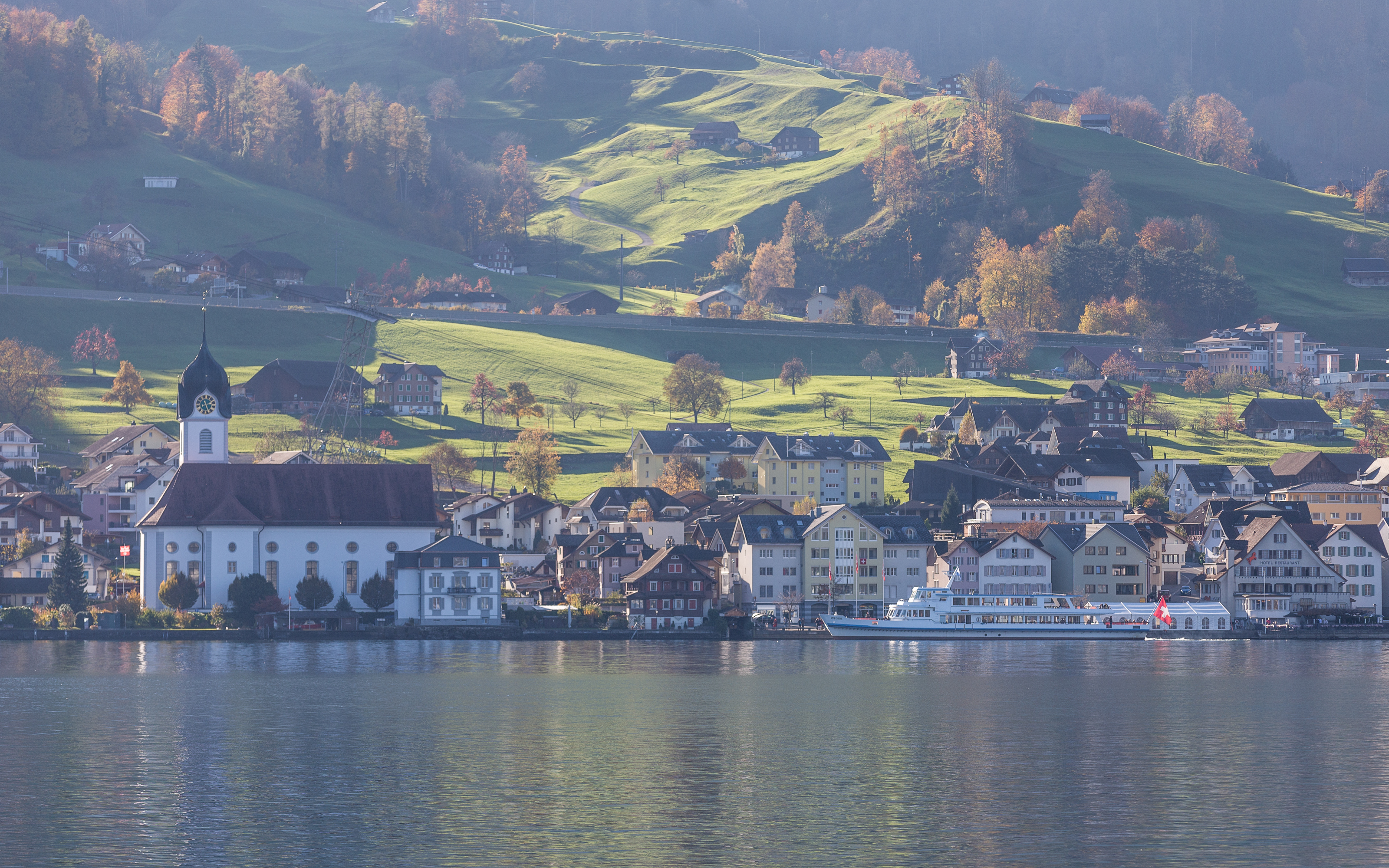
Beckenried am Vierwaldstättersee

Beckenried (in einheimischer Mundart Beggriäd, auch Beggeriäd) ist eine politische Gemeinde des Kantons Nidwalden in der Schweiz.

## Wappen
Die Blasonierung lautet: «In Rot ein silberner Wellenbalken, darüber eine silberne, dreitürmige und bezinnte Burg mit goldener Bedachung auf den Seitentürmen. In der unteren Schildhälfte eine silberne Jakobsmuschel.»
Das Wappen von Beckenried stammt aus dem Jahr 1883 und ist ein Entwurf des Stanser Heraldikers Adalbert Vokinger. Die silberne Burg soll an die beiden Burgstellen Isenringen und Retschrieden in Beckenried erinnern.
Robert Durrer schreibt in seinem Heft über die Gemeindewappen Unterwaldens (1918): «Die Muschel ist dem Familienwappen des alten Ortsgeschlechts Amstad entnommen, weil Posthalter Jakob Amstad die Initiative zu dieser Wappenannahme ergriffen und die Kosten des Entwurfes übernommen hatte und bereits seit einem halben Jahrhundert ein auf der Gemeindekanzlei zurückgebliebenes Privatsiegel eines Gemeindepräsidenten aus dieser Familie die Rolle des Gemeindesiegels vertreten hatte.»

## Geographie
Die Ortschaft Beckenried liegt auf 435 m ü. M. am Südufer des Vierwaldstättersees. Sie erstreckt sich zwischen der Klewenalp im Süden und dem Vierwaldstättersee im Norden, was ihrem Siedlungsareal eine langgezogene Form verleiht. Zum Gemeindegebiet gehören ein Teil des Sees, die Ostflanke des Buochserhorns und weite Alpgebiete und Gebirge im Süden (Beckenried Berg). Die höchste Erhebung der Gemeinde ist der Risetenstock mit einer Höhe von 2290 m ü. M., der südlichste Punkt liegt nahe beim Steinalper Jochli nordöstlich des Brisen. Die gesamte Gemeinde wird von Süden nach Norden vom Lielibach durchflossen, der mitten im Dorf in den Vierwaldstättersee mündet. Bedeutende Ortsteile von Beckenried sind das Nieder- und Oberdorf, Isenringen und Beckenried-Dorf, die alle zusammengewachsen sind. Die östlichste Siedlung der langgestreckten Gemeinde ist der Weiler Rütenen. Ein hochgelegener Ortsteil ist die Kleinsiedlung auf der Klewenalp, die überwiegend aus Ferienhäusern besteht und mit einer Seilbahn erschlossen ist.
Vom gesamten Gemeindegebiet sind nur 5,6 % Siedlungsfläche. Einen grossen Teil des Gemeindeareals bedecken mit 36,5 % Anteil Gebüsch und Wald. Eine noch grössere Fläche wird mit 49,2 % landwirtschaftlich genutzt – oft sind es Alpen. Weitere 13,7 % sind unproduktive Flächen (meist Gebirge und See).

## Geschichte
Die erste urkundliche Erwähnung von Beckenried datiert aus dem Jahre 1314 als Beggenriet. Beckenried wird 1135 als Buccinried und 1323 als Beggenriet erwähnt.

## Bevölkerung

### Bevölkerungsentwicklung
Die Einwohnerzahl wuchs zwischen 1743 und 1850 stark an (1743–1850: +63,1 %). Der hohe Geburtenüberschuss war der Hauptgrund dafür. Zwischen 1850 und 1870 stagnierte sie. Nach einem Wachstumsschub in den 1870er-Jahren folgte in einem Jahrzehnt des wirtschaftlichen Niedergangs eine kleinere Abwärtsbewegung. Der immer wichtiger werdende Fremdenverkehr sorgte dann zwischen 1888 und 1900 wieder für ein Wachstum. Nach einer zweiten Stagnationsphase setzte nach dem Ende des Ersten Weltkriegs bis 1980 eine Phase des gemässigten Wachstums ein (1930–1980: +26 %). Die Verbesserung des Angebots des Öffentlichen Verkehrs und vor allem der Bau der A2 führten zu einem raschen Anstieg der Einwohnerzahlen ab 1980 (1980–2009: +53,3 %). Die Gemeinde wurde wegen ihrer Lage an See und Autobahn auch für Pendler attraktiv.
Bevölkerungsentwicklung von Beckenried seit 1743 Quelle: Volkszählungen (1850–2000 Eidgenössische), Bundesamt für Statistik (ab 2010)

### Sprachen
Die Bevölkerung spricht eine höchstalemannische Mundart. Nidwaldnerdeutsch wird noch häufig gesprochen. Fast die gesamte Einwohnerschaft spricht als tägliche Umgangssprache deutsch. Bei der letzten Volkszählung im Jahr 2000 gaben 95,3 % Deutsch, 1,0 % Englisch und 0,8 % Serbokroatisch als Hauptsprache an.

### Religionen – Konfessionen
Die Bevölkerung war früher vollumfänglich Mitglied der römisch-katholischen Kirche. Die Konfessionsverhältnisse im Jahr 2000 lassen trotz Durchmischung immer noch die ursprüngliche Struktur erkennen. 2'274 Personen waren katholisch (80,50 %). Daneben gab es 9,17 % protestantische und 0,67 % orthodoxe Christen, 0,35 % Muslime, 0,78 % Angehörige anderer Bekenntnisse und 6,3 % Konfessionslose. 63 Personen (2,23 %) machten keine Angaben zu ihrem Glaubensbekenntnis. Die Entkirchlichung und die starke Zuwanderung aus anderen Gemeinden und dem Ausland hat in Beckenried zu einem raschen Anstieg anderer Bekenntnisgruppen geführt.

### Herkunft – Nationalität
Von den 3733 Bewohnern Ende 2021 waren 3224 (86,36 %) Schweizer Staatsangehörige. Die Zugewanderten stammen mehrheitlich aus Mittel- und Westeuropa (Deutschland 227, Österreich 21, Grossbritannien 18, Niederlande 12, Frankreich und Tschechien je 10 Personen), Südeuropa (Portugal 35, Italien 28 und Spanien 13 Personen) und Eritrea (16 Personen). Bei der Volkszählung 2000 waren 2'651 Personen (93,84 %) Schweizer Bürger; davon besassen 82 Personen eine doppelte Staatsbürgerschaft.

### Altersstruktur
Die Gemeinde zählt einen hohen Anteil an Leuten im mittleren Alter. Während der Anteil der Personen unter zwanzig Jahren 19,98 % der Ortsbevölkerung ausmacht, sind 20,20 % Senioren (65 Jahre und älter). Die grösste Altersgruppe stellen mittlerweile die Personen zwischen 45 und 59 Jahren. Im Jahr 2000 war es noch die Altersgruppe von 30 bis 44 Jahren. Grund dafür ist die Alterung der Generation der Babyboomer (Jahrgänge bis 1965). Auf 100 Leute im arbeitsfähigen Alter (20–64 Jahre; 2233 Personen) entfallen 33 Junge (746 Personen) und 34 Menschen (754 Personen) im Pensionsalter.
Die aktuelle Altersverteilung zeigt folgende Tabelle:
| Alter                                                             | 0–6 Jahre | 7–15 Jahre | 16–19 Jahre | 20–29 Jahre | 30–44 Jahre | 45–59 Jahre | 60–79 Jahre | 80 Jahre und mehr | Einwohner |
| Anzahl                                                            | 248       | 355        | 143         | 343         | 710         | 905         | 849         | 180               | 3733      |
| Anteil                                                            | 6,64 %    | 9,51 %     | 3,83 %      | 9,19 %      | 19,02 %     | 24,24 %     | 22,74 %     | 4,82 %            | 100 %     |
| Quelle: Bundesamt für Statistik, Bevölkerung nach Alter Ende 2021 |           |            |             |             |             |             |             |                   |           |

Die Alterung nimmt zu. Dies beweist der Vergleich mit dem Jahr 2000. Bei der letzten Volkszählung im Jahr 2000 ergab sich folgende Altersstruktur:
| Alter                                                           | 0–6 Jahre | 7–15 Jahre | 16–19 Jahre | 20–29 Jahre | 30–44 Jahre | 45–59 Jahre | 60–79 Jahre | 80 Jahre und mehr | Einwohner |
| Anzahl                                                          | 236       | 362        | 111         | 311         | 765         | 525         | 404         | 111               | 2825      |
| Anteil                                                          | 8,35 %    | 12,81 %    | 3,93 %      | 11,01 %     | 27,08 %     | 18,58 %     | 14,30 %     | 3,93 %            | 100 %     |
| Quelle: Bundesamt für Statistik, Ergebnis der Volkszählung 2000 |           |            |             |             |             |             |             |                   |           |

## Wirtschaft
Landwirtschaft und Alpwirtschaft, dazu der Warentransport auf dem See waren lange die Hauptwirtschaftszweige in Beckenried. Im 19. Jahrhundert kamen Schiffbau und (Heim-)Industrie dazu. Und bereits in der zweiten Hälfte des gleichen Jahrhunderts wurde der Fremdenverkehr immer bedeutender. Später stiessen noch Bauindustrie, Sportartikelherstellung und Holzbau dazu.
In Beckenried ist die Arbeitslosigkeit tief; die Sozialhilfequote betrug 2019 0,98 %. Im Jahr 2020 waren von 1145 Beschäftigten 572 männlich und 573 weiblich. Die Mehrheit der Beschäftigten arbeitete 2020 in Dienstleistungsunternehmen (Sektor 3). Danach folgte der Bereich Industrie und Gewerbe (Sektor 2). Der lange Zeit dominierende Bereich Landwirtschaft/Forstwirtschaft/Fischerei (Sektor 1) hat nur noch untergeordnete Bedeutung. Die Zahlen für die drei Sektoren sehen wie folgt aus:
| | 1. Sektor | 1. Sektor    | 1. Sektor         | 2. Sektor | 2. Sektor    | 2. Sektor         | 3. Sektor | 3. Sektor    | 3. Sektor         | Total    | Total        | Total             |
| | Betriebe  | Beschäftigte | Vollzeit- stellen | Betriebe  | Beschäftigte | Vollzeit- stellen | Betriebe  | Beschäftigte | Vollzeit- stellen | Betriebe | Beschäftigte | Vollzeit- stellen |
| Anzahl | 42        | 128          | 72                | 51        | 252          | 215               | 191       | 765          | 483               | 284      | 1145         | 770               |
| Anteil | 14,79 %   | 11,18 %      | 9,35 %            | 17,96 %   | 22,01 %      | 27,92 %           | 67,25 %   | 66,81 %      | 62,73 %           | 100 %    | 100 %        | 100 %             |
| Quelle: Bundesamt für Statistik; Statistik der Unternehmensstruktur STATENT, Arbeitsstätten und Beschäftigte nach Gemeinde und Wirtschaftssektoren |           |              |                   |           |              |                   |           |              |                   |          |              |                   |

Im Jahr 2000 gab es 846 Erwerbstätige in Beckenried. Davon waren 549 (64,89 %) Einheimische und 297 Zupendelnde. Die Zupendelnden kamen vorwiegend aus der Region; nämlich aus Buochs (31 %), Emmetten (11,1 %), Stans (8,4 %), Oberdorf (6,4 %) und Ennetbürgen (6,1 %). Im gleichen Jahr waren 1'514 Menschen aus Beckenried erwerbstätig. Somit arbeiteten 964 Personen in anderen Gemeinden. In den Nidwaldner Hauptort Stans pendelten 298 Personen (= 30,9 % aller Wegpendelnden), in die Stadt Luzern 135 Personen (14,0 %), nach Buochs 66 Personen (6,8,%), nach Emmen 35 Personen (3,6 %), nach Ennetbürgen 32 Personen (3,3 %) und nach Hergiswil und Kriens jeweils 30 Personen (3,1 %). Somit pendelt ein Grossteil der Leute innerhalb der Agglomeration Stans (Stans, Buochs, Ennetbürgen etc.), doch auch eine starke Minderheit in die Agglomeration Luzern (Stadt Luzern, Emmen, Hergiswil, Kriens etc.).

## Verkehr

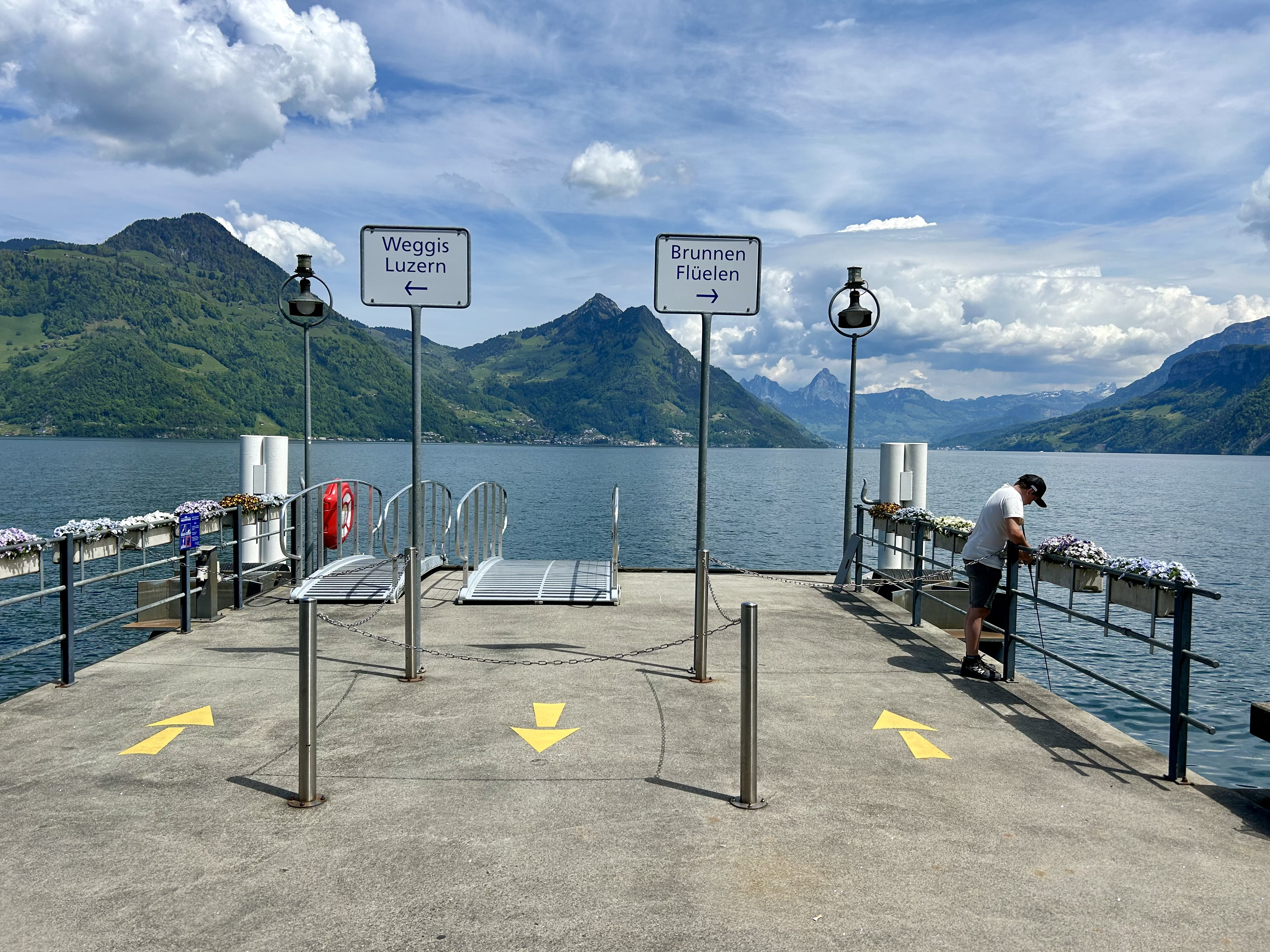
Schiffstation

Beckenried hat einen eigenen Autobahnanschluss an der A2. Die Autofähre Beckenried–Gersau führt zum nördlichen Ufer und ein Bootshafen als Kleinschifffahrtszentrum in der Rütenen. Ans Netz des Öffentlichen Verkehrs ist die Gemeinde durch den Postautokurs Länderpark – Stans (Bahnhof) – Seelisberg und die Buslinie Stans (Bahnhof) – Altdorf, Telldenkmal angeschlossen.
Beckenried ist eine Schiffhaltestelle der SGV auf den Linien Luzern Flüelen und Flüelen – Alpnachstad.

## Brauchtum
- Wichtigster Anlass im Jahr ist der Samichlaiseinzug am Samstag, der am nächsten beim 6. Dezember liegt (Samichlais entspricht dem St. Nikolaus). Diese Festivität, die zu Ehren des Samichlaises veranstaltet wird, beinhaltet:
  - Der Samichlais besucht mit seinen Schmutzlis alle Haushalte der Gemeinde. Die Samichlaise werden vom Turnverein gestellt.
  - Samichlaismärkt – eine Attraktion, an welcher die örtlichen Vereine und Schausteller ihre Waren verkaufen können.
  - Den Samichlaiseinzug. An diesem zieht die weltweit grösste Trichler-Schar zusammen mit dem Samichlais in Richtung Dorfzentrum.
  - Das Buebä-Trichlä. Das ist der Grossanlass, der alle Schüler umfasst. Es findet immer am Mittwoch vor dem grossen Izug (Einzug) statt. Die Organisation liegt bei den Jugendlichen selbst.
- Die Älplerchilbi. Sie findet, verbunden mit dem Erntedanksonntag, am zweiten Sonntag im November statt. Die Älplerchilbi wird bereits im 17. Jahrhundert urkundlich erwähnt und ist an bestimmte Traditionen gebunden. Die Älplerbeamten werden alljährlich gewählt. Der Gottesdienst zusammen mit den Älplern, ihren Frauen und Meitschi, die alle ihre Tracht tragen, die «Butzi» oder Wildleute, das Fahnenschwingen, die Böllerschüsse, die volkstümlichen Klänge der Feldmusik, das Jodeln und die Dorfchlag gehören dazu.
- Die Fasnacht. Sie war früher ein bedeutender gesellschaftlicher Anlass und das Fest der Burgerbruderschaft. Dann schien sie eine Zeit lang an Bedeutung im Volksbrauchtum zu verlieren. Sie hat durch die Aktivitäten der Beggozunft unter der Führung des Zunftrates und der Zunftmeister wieder an Bedeutung gewonnen. Fasnächtliches Treiben erlebt man jeweils an der Inthronisation des Zunftmeisters, am Beggoball und am Fasnachtssamstag mit einem Umzug und einer Fasnachtsnacht. Der uralte Brauch, Mitte-Fasten (den Laetare-Sonntag) mit riesigen Funken anzuzeigen, wird seit einigen Jahren wieder gepflegt.

## Sehenswürdigkeiten

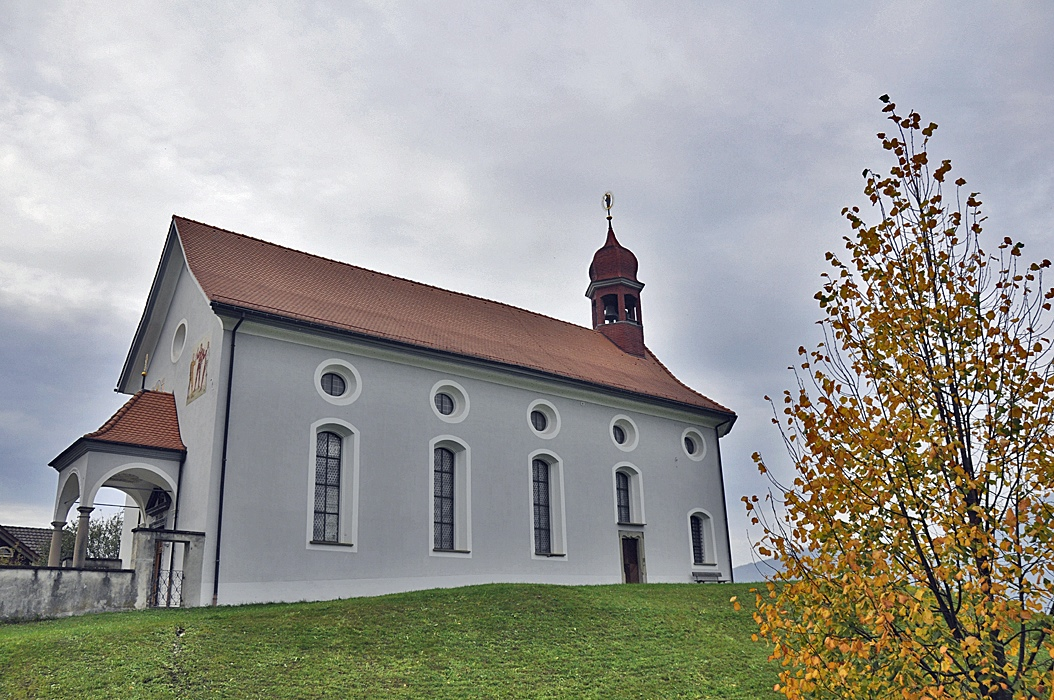
Die Wallfahrtskapelle Maria im Ridli

Die katholische Pfarrkirche St. Heinrich wurde im 18. Jahrhundert von Niklaus Purtschert in klassizistischem Stil erbaut und enthält Gemälde von Melchior Paul von Deschwanden. Die original erhaltene romantische Orgel stammt von der Firma Goll aus dem Jahr 1913. Sie wurde als Opus 404 erbaut und umfasst 29 klingende Register.
Die Kapelle Maria im Ridli aus dem Jahre 1700 ist die Wallfahrtskapelle der Vierwaldstätterseeschiffer. Sie steht als Richtzeichen über dem See und hat eine Treppenanlage mit Sitzstufen für Predigten. Die Orgel stammt von Günter Ismayr. Weitere bemerkenswerte Kapellen sind St. Anna sowie eine Lourdes-Grotte.
Auf dem Gemeindegebiet liegen die Ruinen der Wohntürme Isenringen und Retschrieden.
Ein Ausflugsziel ist die Klewenalp, die mit einer Seilbahn erreichbar ist. Bei klarer Sicht sieht man bis nach Deutschland.
Das Wohnhaus der Schriftstellerin  Isabelle Kaiser grenzt an einen kleinen öffentlichen Park.

## Bilder

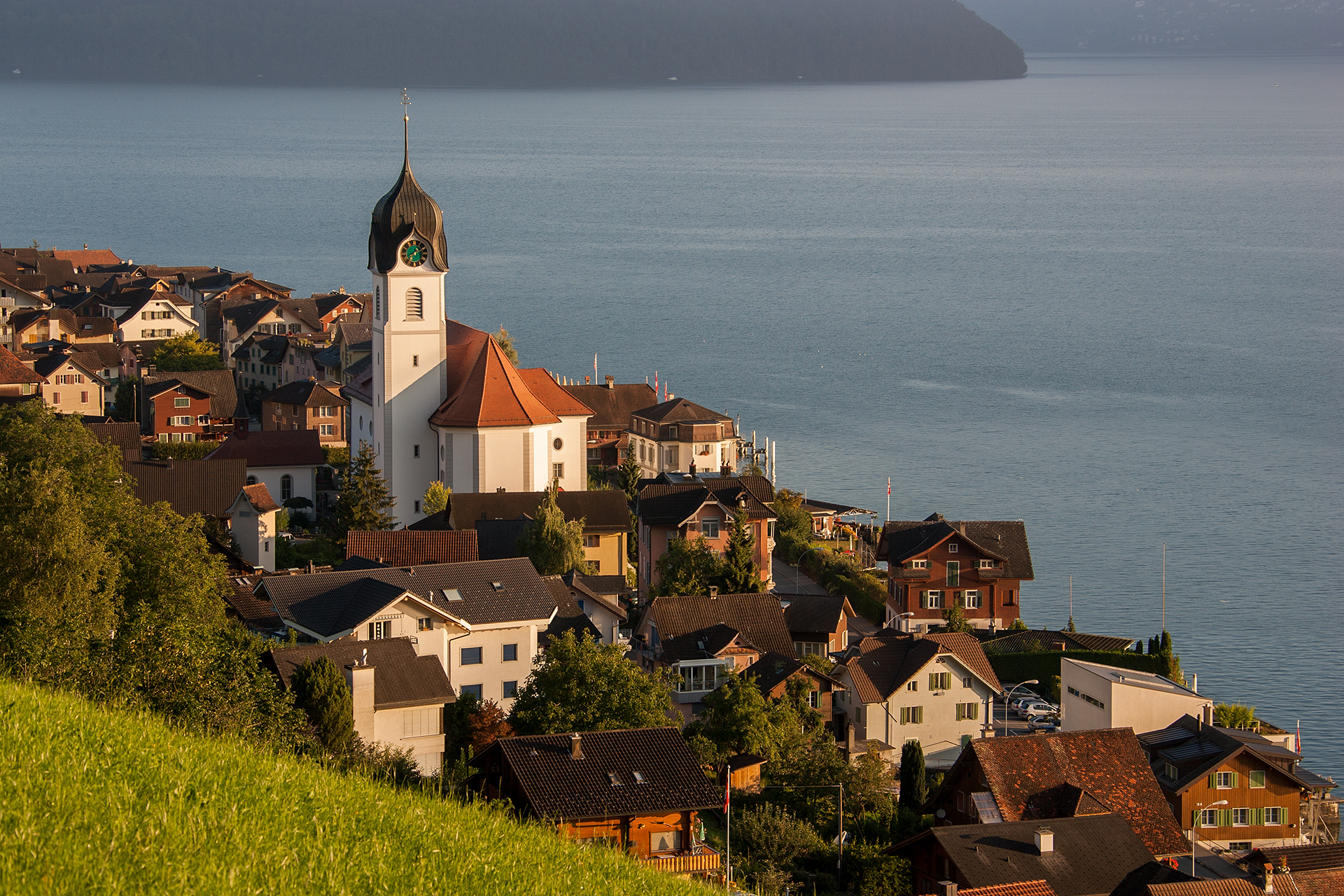
Beckenried
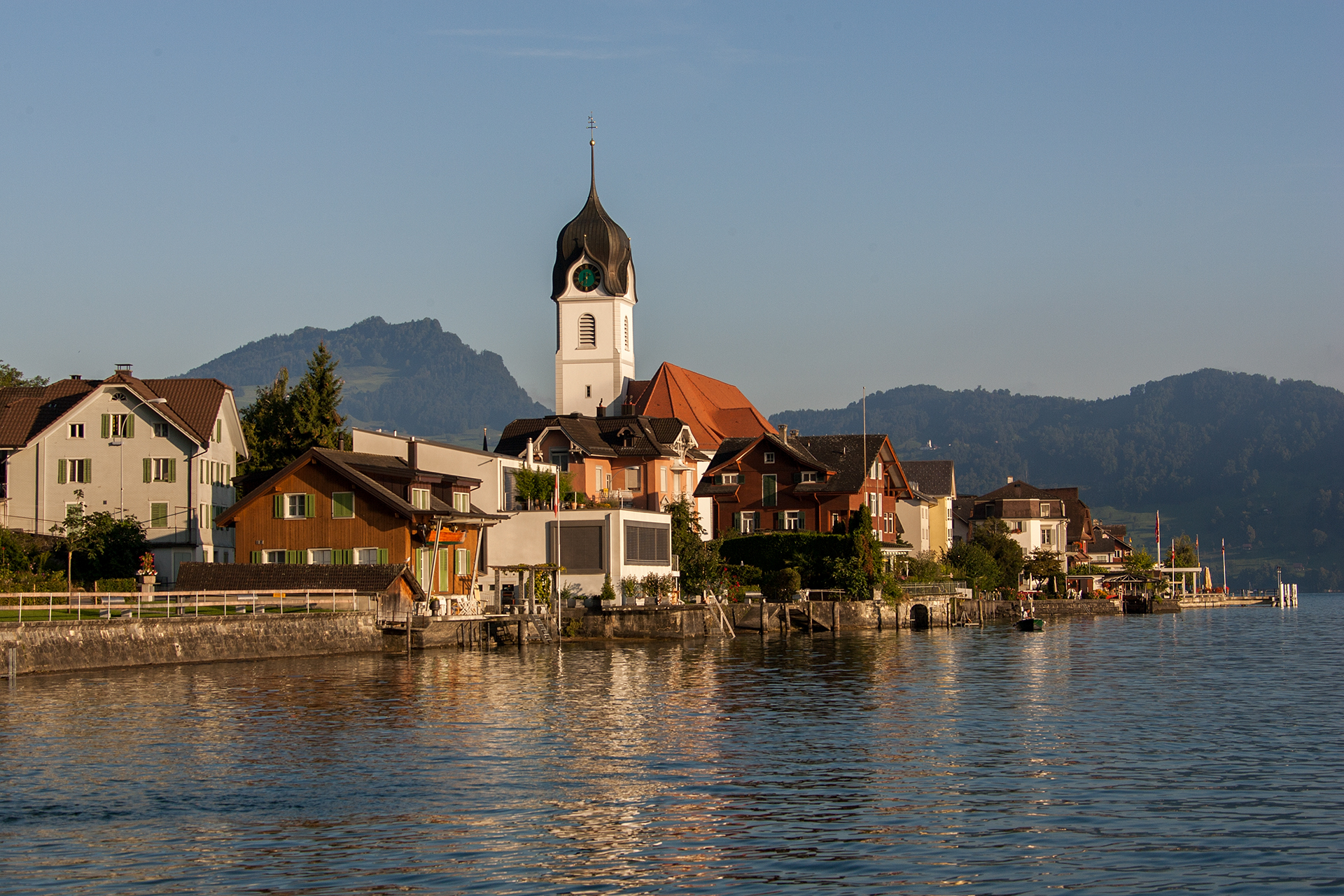
Beckenried
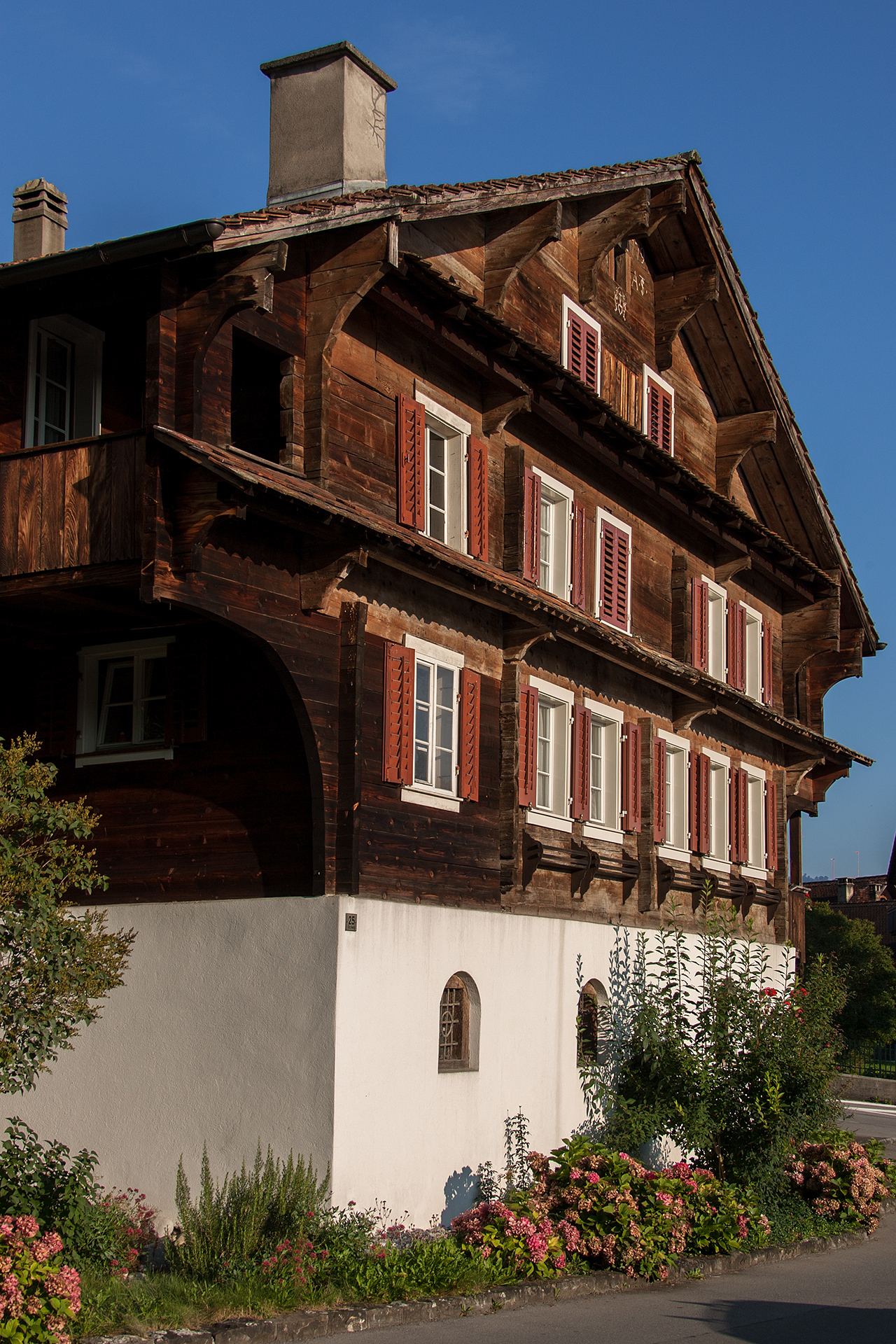
Altes, ortstypisches Wohnhaus
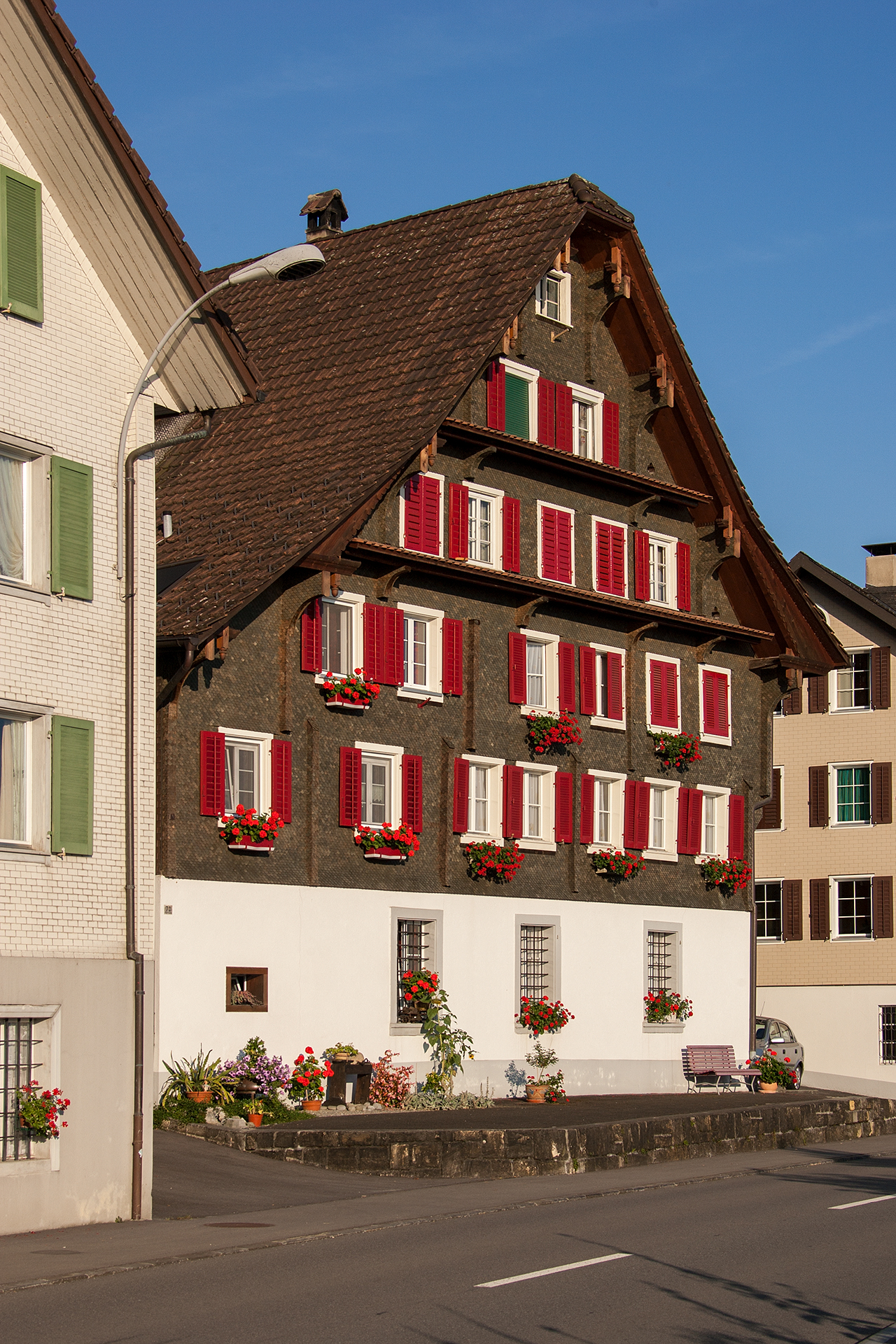
Altes, ortstypisches Wohnhaus
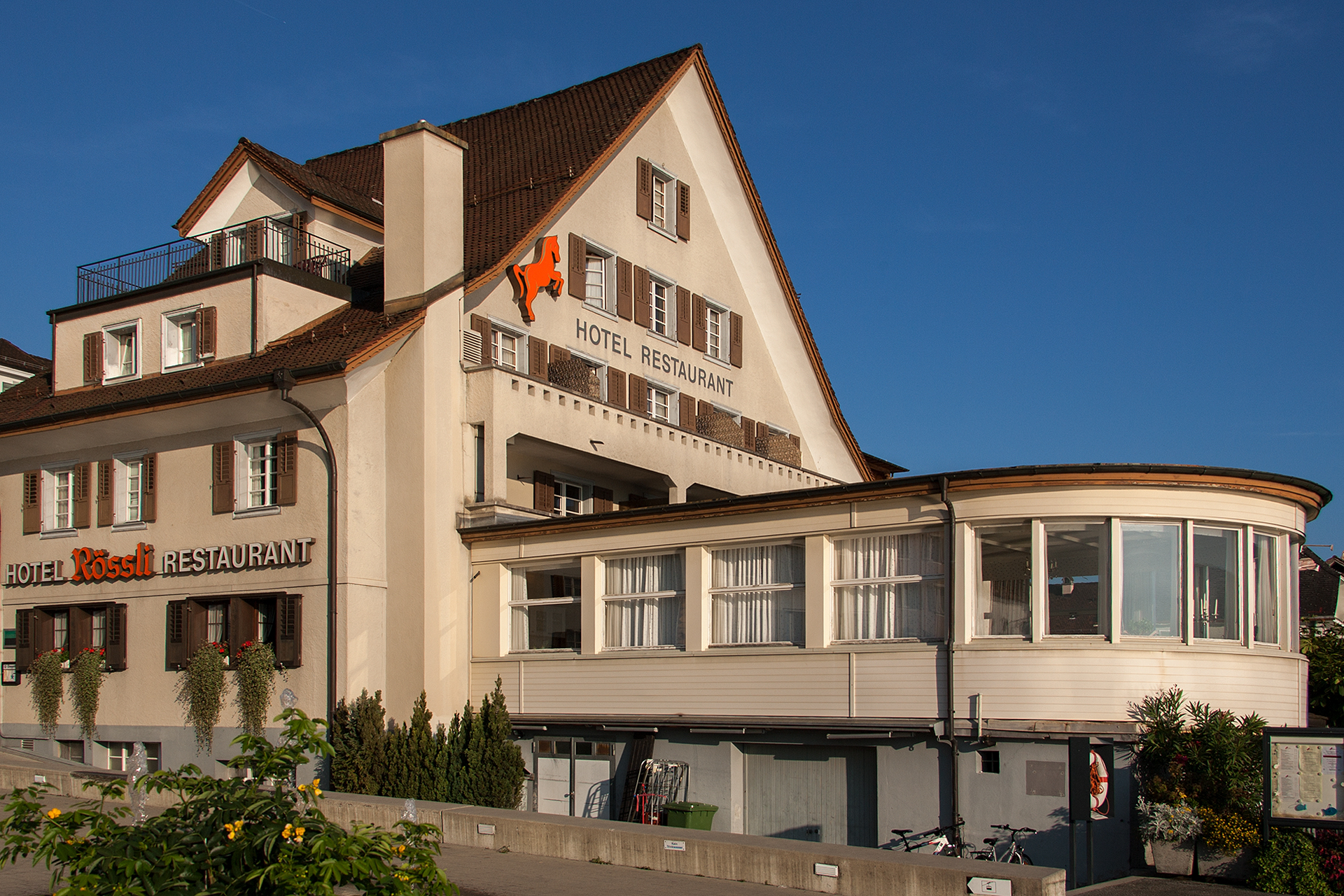
Hotel Restaurant Rössli
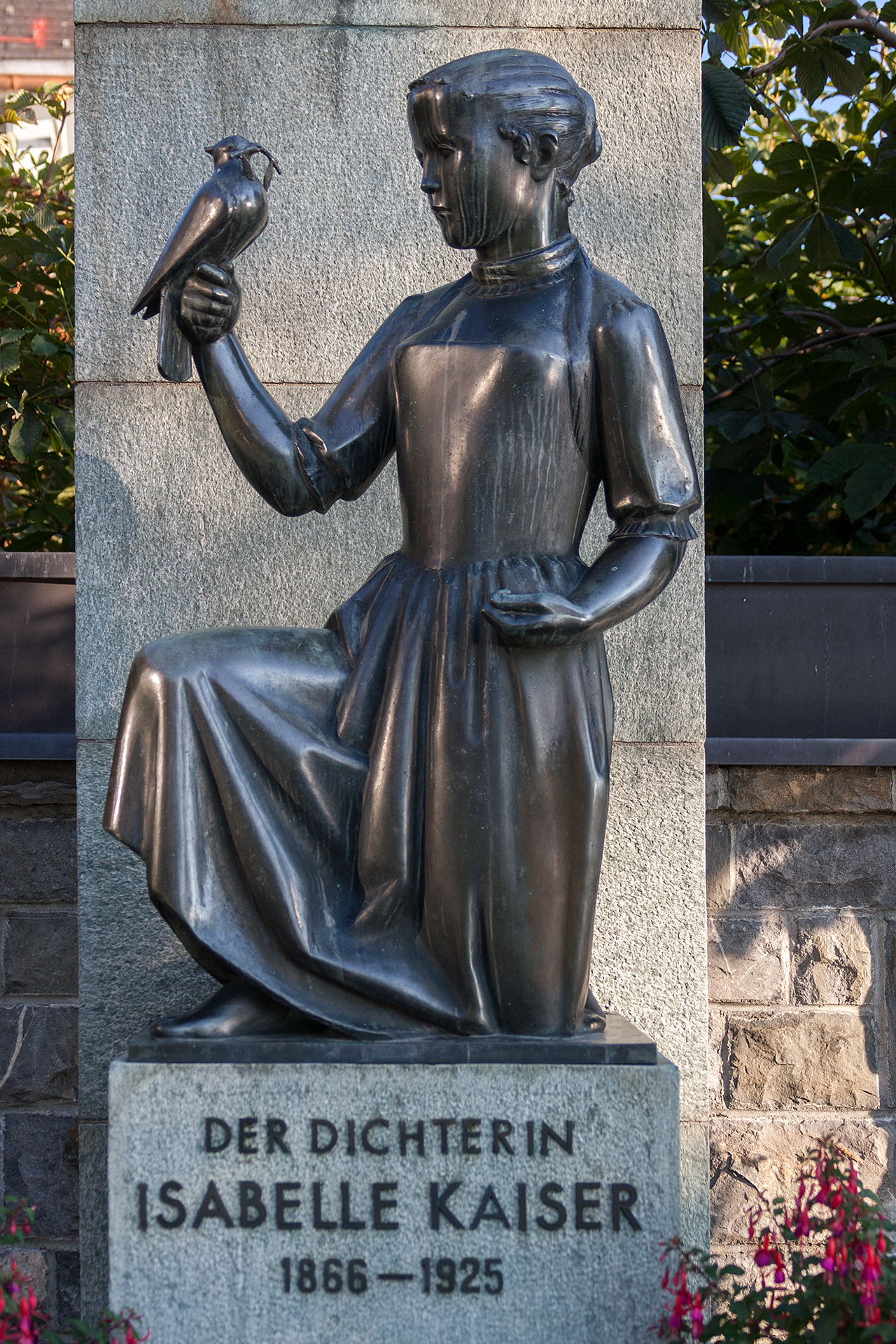
Denkmal Isabelle Kaiser
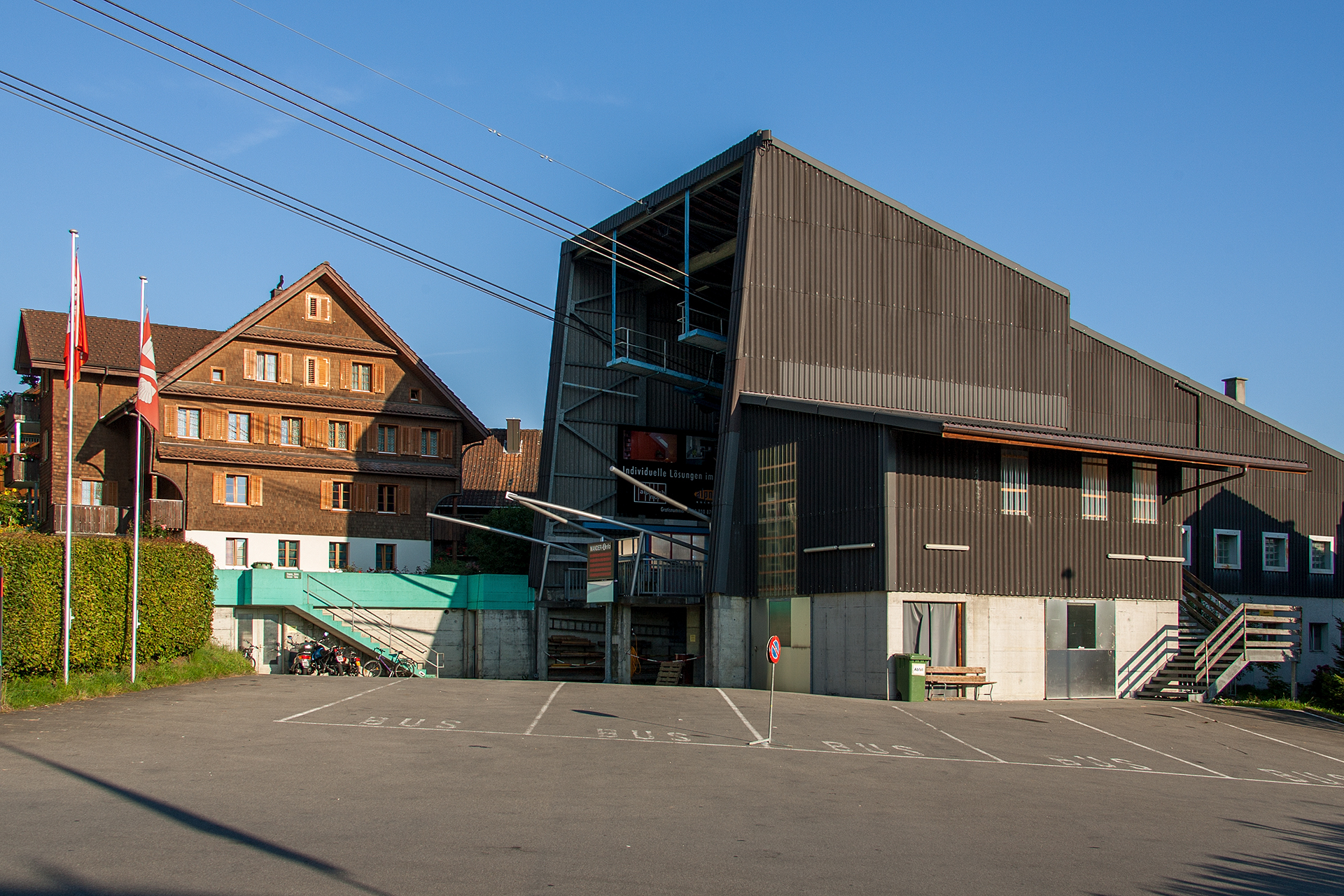
Talstation der Luftseilbahn auf die Klewenalp
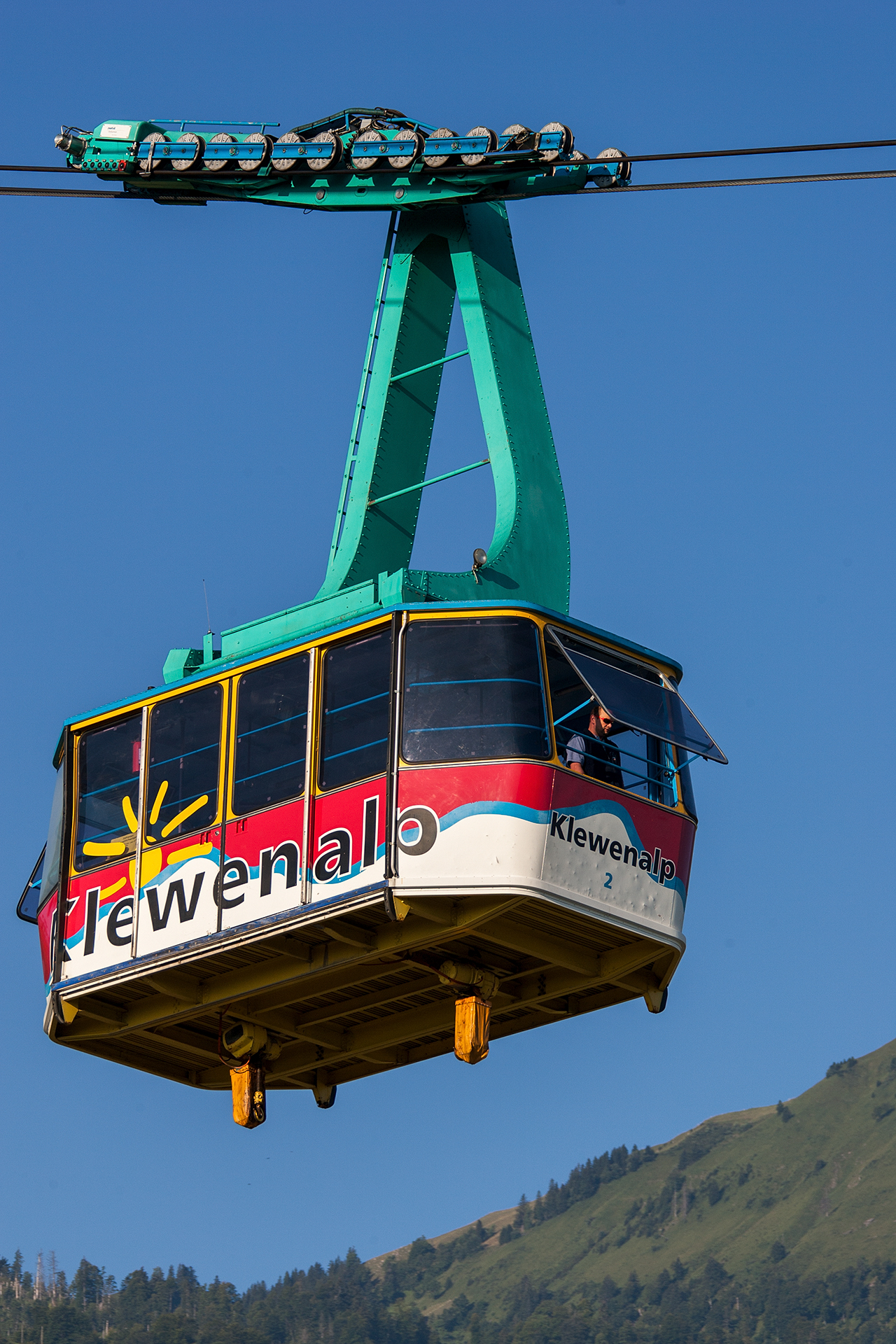
Luftseilbahn auf die Klewenalp (alte Kabine)

## Persönlichkeiten
- Jakob Stalder, 1623 in der Grabeskirche in Jerusalem zum Ritter vom Heilige Grab geschlagen[14]
- Johann Murer (um 1792–1875), Politiker
- Joseph Maria Amstad (1807–1866), Politiker
- Gabriel Stalder (1828–1902), Politiker
- Wilhelm Käslin (1829–1909), Politiker
- Theodor Amstad (1851–1938), Missionar in Brasilien
- Adalbert Wymann (1858–1923), Politiker
- Josef Gander (1859–1941), Politiker
- Isabelle Kaiser (1866–1925), Schriftstellerin
- Eduard Wymann (1870–1956), Priester
- Josef Anton Gander (1876–1963), Politiker
- Franz Murer (1877–1962), Politiker
- Otto Wymann (1886–1954), Politiker
- Walter Käslin (* 8. Dezember 1919; † 23. Dezember 1998), Lehrer und Schriftsteller
- Marcelle Kellermann (1919–2015), französisch-britische Sprachdidaktikerin
- Eduard Amstad (1922–2015), Richter und Politiker (CVP)
- Chaschbi Gander (* 1928), Volksmusikant
- Fredi M. Murer (* 1940), Schweizer Filmemacher
- Urs Zumbühl (1946–2002), Briefträger und Liedermacher